# Benjamin Glover Shields
Benjamin Glover Shields (* 1808 in Abbeville, Abbeville County, South Carolina; † 1850 in Texas) war ein US-amerikanischer Politiker (Demokratische Partei).
Er zog mit seinem Vater nach Clarke County (Alabama) und ließ sich später in Demopolis (Alabama) nieder. Shields schloss seine Vorbereitungsstudien ab. Dann wurde er 1834 Mitglied im Repräsentantenhaus von Alabama. Später wählte man ihn in den 27. US-Kongress, wo er vom 4. März 1841 bis zum 3. März 1843 tätig war. Shields wurde 1845 vom US-Präsidenten James K. Polk zum United States Chargé d’Affaires von Venezuela ernannt, wo er bis zum 7. Januar 1850 lebte. Danach zog er nach Texas und beschäftigte sich dort bis zu seinem Tod im selben Jahr mit landwirtschaftlichen Arbeiten.